# Budapest Stars
Budapest Stars är en ishockeyklubb från Budapest i Ungern som grundades 2001. Klubben spelar för närvarande i den ungerska ishockeyligan OB I bajnokság samt i den internationella serien MOL Liga. Säsongen 2009/10 lyckades klubben vinna MOL Liga efter finalseger mot ungerska Újpesti.